# Перчёнок, Феликс Фёдорович
Феликс Фёдорович Перчёнок (7 апреля 1931, Иваново-Вознесенск — 5 октября 1993, Санкт-Петербург) — советский и российский педагог, историк науки, общественный деятель.

## Биография
Сын преподавателя института, репрессированного в 1937 году. 
В 1953 году окончил литературный факультет Ленинградского педагогического института имени А.И.Герцена, затем до 1955 года работал учителем в школе в селе Важгорт Удорского района Коми АССР. Потом некоторое время работал учителем в Хабаровском крае, а затем вернулся в Ленинград и около 20 лет преподавал там в школах литературу, астрономию, географию, биологию.
В конце 1960-х годов начал проводить домашние семинары о фашизме, встречался с А.И. Солженицыным. Затем, во второй половине 1970-х годов, начал публиковать под псевдонимами статьи в самиздатском историческом сборнике «Память», позже — в исторических сборниках «Минувшее», которые стали издаваться в Париже с 1986 года под редакцией В. Аллоя.
С началом Перестройки, после создания общества «Мемориал» и облегчения доступа к архивам, участвовал в научных программах «Мемориала». Под его руководством в 1992 году был издан биографический словарь «Репрессированные геологи», готовились несколько еще справочников о репрессиях. Некоторые его публикации и исследования появились в историческом сборнике «Звенья», первый выпуск которого он и редактировал, в частности, статья о «деле Академии Наук». Последней его работой была книга документов об А.В. Колчаке.